# CD34
En biología y medicina, CD34 o cúmulo de diferenciación 34, es una glucoproteína transmembranal altamente glucosilada de 110 kD, que pertenece a la familia sialomucina de las moléculas de superficie. Se expresa selectivamente en las células madre precursoras de la hematopoyesis, células endoteliales de vasos pequeños, fibroblastos embrionarios, células del tejido areolar, adipocitos y células tumorales de origen endotelial.
CD34 está codificada por el gen del mismo nombre localizado en el brazo corto del cromosoma 1 humano (1q32.2.).
Sólo un 1.5% de las células de la médula ósea son CD34+ (nomenclatura que significa que expresan el CD34), pero estas células son capaces de diferenciarse en cualquier tipo de célula del linaje hematopoyético.